# Route nationale 201
Die N201 ist eine französische Nationalstraße, die 1860 zwischen Chambéry und der Schweizer Grenze bei Genf festgelegt wurde. Ihre Länge betrug 76,5 Kilometer. 1949 tauschte sie zwischen Chambéry und Aix-les-Bains mit der N491 die Trasse. Damit stieg auch ihre Länge um 1 Kilometer. 2006 wurde die N201 bis auf die Verbindung der A41 durch Chambéry abgestuft.

## Streckenverlauf

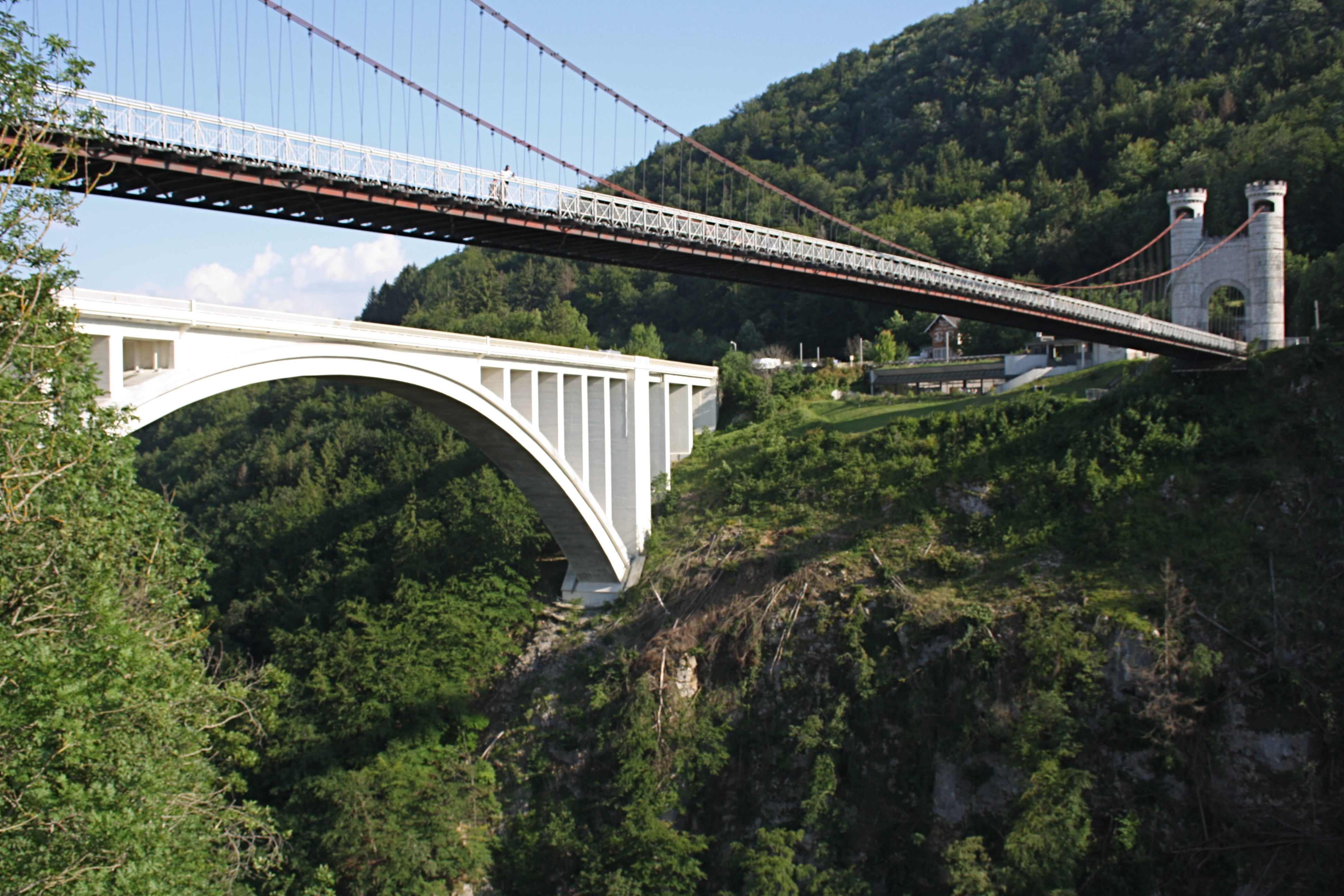
Pont de la Caille und Pont Caquot

| Position | höchste zulässige Gesamtgeschwindigkeit | Fahrbahnen | km  | Typ                          | Abschnitt                           | Längengrad | Breitengrad |
| -------- | --------------------------------------- | ---------- | --- | ---------------------------- | ----------------------------------- | ---------- | ----------- |
| 1        | 90                                      | 2          |     | Beginn der Autobahn          | D1201_73 Aix-les-Bains              | 45.6025    | 5.8915      |
| 2        | 90                                      | 3          |     | Teilausgebautes Dreieck      | A 43 Lyon                           | 45.6025    | 5.8915      |
| 3        | 90                                      | 3          | 5   | Vollständige Anschlussstelle | La Motte-Servolex                   | 45.5952    | 5.8943      |
| 4        | 90                                      | 3          | 6.5 | Vollständige Anschlussstelle | Chambéry (Stadt) – Chambéry le Haut | 45.5855    | 5.9070      |
| 5        | 90                                      | 3          | 7.8 | Vollständige Anschlussstelle | La Cassine                          | 45.5778    | 5.9190      |
| 6        | 90                                      | 3          | 8   | Beginn des Tunnels           | Monts (Tunnel) Länge: 800 m         | 45.5764    | 5.9233      |
| 7        | 90                                      | 3          | 8.8 | Ende des Tunnels             |                                     | 45.5734    | 5.9334      |
| 8        | 90                                      | 3          | 9   | Vollständige Anschlussstelle | Bassens                             | 45.5715    | 5.9367      |
| 9        | 90                                      | 3          | 10  | Vollständige Anschlussstelle | Chambéry (Stadr)-Challes-les-Eaux   | 45.5677    | 5.9433      |
| 10       | 90                                      | 3          | 11  | Vollständige Anschlussstelle | La Ravoire                          | 45.5593    | 5.9493      |
| 11       | 110                                     | 3          | 12  | Ende der Autobahn            | A 43 Turin                          | 45.5569    | 5.9511      |

## N201a
Die N201A war ein Seitenast der N201, der 1974 als erster Abschnitt einer Schnellstraße durch Chambéry in Betrieb ging. 1978 wurde die N201 auf diese verlegt. Die Fertigstellung der kompletten Schnellstraße erfolgte 1983. Seit 2006 ist sie die einzige Straße, die noch als N201 ausgeschildert ist. Am Südende geht sie in gerader Führung in die A41 über; am Nordende geht sie in gerader Führung in die D1201 über – dort geht sie über eine Anschlussstelle mit Mautstelle zu einer Anschlussstelle der A41 und A43, die dort in gerader Führung ihre Nummern wechseln. Gegenwärtig ist eine neue Verbindung der A41 für den Transitverkehr geplant.

## N501
Die N501, die von 1978 bis 2006 existierte, war ein Seitenast der N201, der Annecy westlich durchlief. Heute trägt sie die Nummer D1501 und den Namen Boulevard de la rocade.